# Костел Непорочного Зачаття Пречистої Діви Марії (Личківці)
Костел Непорочного Зачаття Пречистої Діви Марії в Личківцях — культова та оборонна споруда в селі Личківці Гусятинського району Тернопільської області.

## Історія

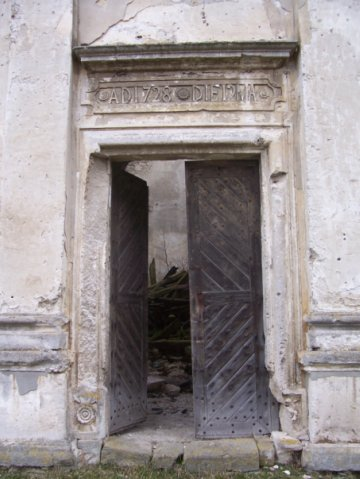
Двері та вхідний портал споруди

Окремі джерела свідчать, що костел споруджено 1708, як оборонний вузол поблизу тогочасної фортеці. Храм реставровано в 1728 році, про що свідчить напис латиною над вхідним порталом храму. В середині будівлі  в 1818 р. поховано Яна Шептицького — дідича Личківців.
Споруда нині в аварійному стані, богослужіння уже давно не проводяться.